# Kloster Marcilla
Das Kloster Marcilla (N.S. la Blanca de Marcilla) war eine im Jahr 1407 errichtete Zisterzienserabtei in der spanischen Region Navarra. Es lag in der Gemeinde Marcilla am Río Aragón.

## Geschichte
Das Kloster wurde im Jahr 1407 von Kloster La Oliva (Navarra) aus errichtet (nachdem die seit 1160 ansässigen Benediktinerinnen in das Zisterzienserinnenkloster Cambrón gewechselt waren) und bestand bis zur Desamortisation in Spanien 1835. Seine Gebäude beherbergen seit 1865 ein Kloster der Augustiner-Rekollekten mit angeschlossener Philosophisch-Theologischer Hochschule (seit 1982 Teil der Universität von Navarra).

## Bauten und Anlage

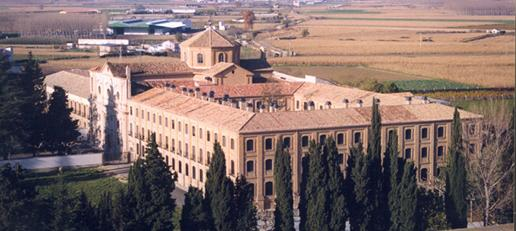
Die Anlage heute

Die Kirche wurde im Jahr 1783 errichtet. Der rechte Flügel der Anlage wurde ab 1774 erbaut.